# Le Vélo (vélopartage)
Pour le quotidien français, voir Le Vélo. Pour le système de vélopartage à Bordeaux, voir Le Vélo (Bordeaux).
Le Vélo, stylisé sans majuscules et sans espace, est le système de location de vélos en libre-service de Marseille disponible depuis le 12 octobre 2007. Mis en place par la communauté urbaine Marseille Provence Métropole, il est géré par le groupe industriel JCDecaux qui décline à cette occasion une version marseillaise de son système cyclocity, avec un parc d'environ 1 000 bicyclettes réparties dans 130 stations. L'appel d'offre de renouvellement du système a désigné le consortium forme par Fifteen (entreprise) et Inurba Mobility (ex Citybike global) pour proposer un service avec un parc d'environ 2 000 vélos électriques sur 170 stations à partir de janvier 2023.

## Histoire
La Communauté urbaine Marseille Provence Métropole décide en 2005 dans la continuité de ses missions de lancer un appel d'offres en vue de mettre en place un système de vélopartage dans la cité phocéenne. Ce premier appel d'offres porte sur un marché unique publicité / vélo en libre service à l'image du système Vélo'v à Lyon et est finalement attribué à JCDecaux. Mais à la suite d'une menace de poursuite judiciaire de la part de Clear Channel, principal concurrent de JCDecaux, celui-ci fut dénoncé et un nouvel appel d'offres lancé.[réf. nécessaire]
La Communauté urbaine Marseille Provence Métropole fit ainsi le choix de lancer un appel d'offres portant uniquement sur l'offre Vélo, attribué de nouveau à JCDecaux.
Ainsi, depuis octobre 2007, sont disponibles environ 1 000 vélos répartis sur 130 stations. Le contrat entre MPM et JCDecaux porte sur 15 ans et a une valeur de 38 760 001 € hors taxes.

## Dispositif

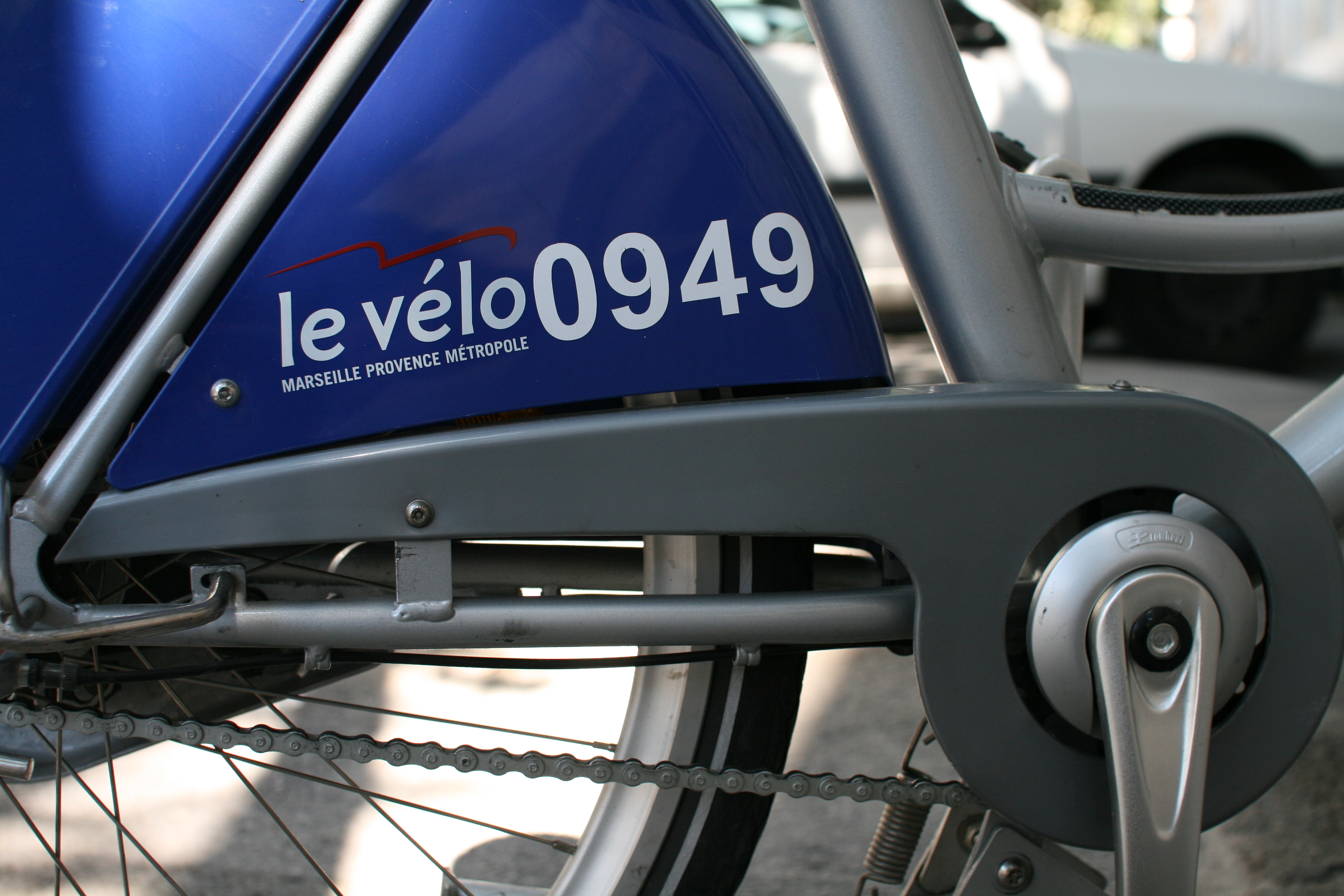
Pédalier et chaîne d'un vélo

Le service est disponible 7 jours sur 7, 24 heures sur 24, après que les horaires se sont étendus à la nuit, 5 ans après la mise en place du dispositif,.

## Modalités de location
Pour pouvoir utiliser le service « Le vélo », l'usager doit souscrire un abonnement qui est distinct du coût de la location (tarifs en vigueur le 2 février 2012).
Au coût exponentiel, ces tarifs sont conçus pour encourager une rotation rapide des vélos. La durée de location maximale autorisée est de 24 heures.

### Abonnement Annuel
Abonnement longue durée qui reste valable 1 an (5 €).

### Ticket 7 Jours
Abonnement valable 7 jours facturé (1 €).

## Fréquentation
En 2007, lors du lancement du service, la ville de Marseille espérait atteindre le chiffre de 50 000 abonnés en 2008 et réduire ainsi la circulation dans l'hypercentre.
En réalité, le nombre d'utilisateurs réguliers, abonnés à l'année, n'a jamais dépassé les 8 825, chiffre record enregistré en octobre 2008.
En mars 2011, ce chiffre s'élevait à seulement 5 175.
Depuis 2008, première année pleine après le lancement en octobre 2007, l'utilisation du service a chuté de 20,7 % en 2009 et 15,7 % en 2010,.
Depuis 2012, Le Vélo connaît un regain d'activité, notamment grâce à sa mise en disponibilité la nuit. Ainsi entre 2012 et 2014 le nombre de locations a augmenté de 45 %.
En 2014, le cap des 11 000 abonnés et des 900 000 locations a été franchi.
En 2016, le service a 13 735 abonnés et dépasse le million d'emprunts avec 1 047 780 locations,.
En 2020, il y a plus de 13 000 abonnés. Plus de 875 960 trajets ont été effectués pendant l'année.
En 2023, le service a 89 168 abonnés et enregistre 1 723 381 locations.

## Critiques et avenir
La faiblesse du réseau cyclable est évoquée comme une des raisons de l'utilisation relativement faible du système.
Ainsi, Marseille ne compte qu'environ 70 km d'aménagements cyclables en ville (par comparaison : Strasbourg en a 400 km, Lyon 310 km ou Bordeaux 240 km, en 2007).
De plus, ces aménagements se trouvent plutôt en périphérie et non pas au centre-ville où se situent pourtant les stations du service.